# Ibrahim Sekagya
Ibrahim Sekagya (Kampala, 19 december 1980) is een voormalig Oegandees voetballer die bij voorkeur als centrale verdediger speelde. Hij eindigde zijn spelersloopbaan bij het Amerikaanse New York Red Bulls. Hij kwam ook uit voor het Oegandees voetbalelftal.

## Clubcarrière

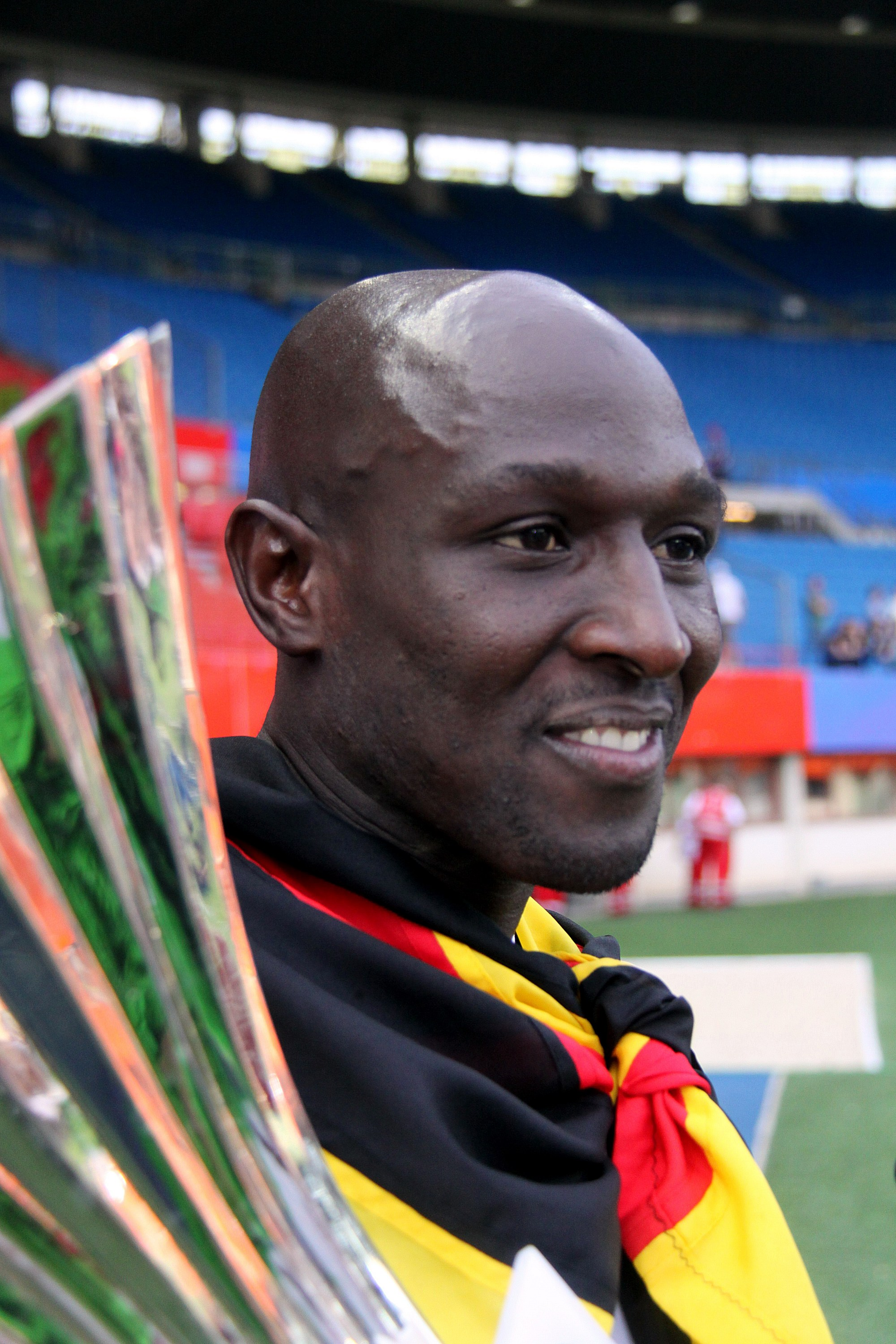
Ibrahim Sekagya met de ÖFB-Cup 2011-2012

Sekagya begon zijn carrière bij Kampala City in 1997. In 2001 trok hij naar Argentinië om te slagen als profvoetballer. Tussen 2001 en 2007 speelde hij vervolgens voor Atlético de Rafaela, Ferro Carril Oeste en Arsenal de Sarandí. In juni 2007 tekende hij een driejarig contract bij de regerende Oostenrijkse kampioen Red Bull Salzburg. Hij maakte zijn Bundesliga debuut op 11 juli 2007 tegen SC Rheindorf Altach. Elf dagen later scoorde hij zijn eerste doelpunt voor Red Bull Salzburg in de topper tegen Austria Wien. In zijn eerste seizoen ontpopte hij zich reeds tot basisspeler. Met 34 wedstrijden en 3 doelpunten achter zijn naam kon hij op een geslaagd eerste seizoen rekenen. In zes seizoenen speelde Sekagya meer dan 150 competitiewedstrijden voor de Oostenrijkers. In het seizoen 2013/2014 speelde Sekagya bij het Amerikaanse New York Red Bulls.

## Interlandcarrière
Sekagya debuteerde voor het Oegandees voetbalelftal in 1999. Op 6 juni 2004 scoorde hij een doelpunt voor Oeganda in een WK-kwalificatiewedstrijd tegen Congo-Kinshasa. Op 31 mei 2008 scoorde hij opnieuw voor Oeganda in een WK-kwalificatiewedstrijd tegen Niger. Beide doelpunten scoorde hij in het Nelson Mandela National Stadium in Kampala, zijn geboortestad.

## Erelijst
Red Bull Salzburg
- Landskampioen

2009, 2012